# Jadon
Jadon  è un nome proprio di persona inglese maschile.

## Varianti in altre lingue
- Ebraico: יָדוֹן (Yadon)[1][2]

## Origine e diffusione
È un nome biblico dal significato incerto: viene interpretato come "riconoscente", come "egli giudicherà" o come "pregare", "supplicare". Viene portato, nel Libro di Neemia (3:7), da un uomo che aiutò a ricostruire il muro di Gerusalemme. In alcune versioni italiane delle Scritture, il suo nome è reso Iadon.
Il nome Jaden è talvolta considerato un suo derivato, ma ha origine diversa. L'uso al maschile del nome inglese femminile Jade può essere dovuto all'influenza di Jadon.

## Onomastico
L'onomastico ricorre il 1º novembre, in occasione di Ognissanti, in quanto Jadon non è portato da alcun santo ed è quindi adespota.